# غلين سورنسن
غلين سورنسن (بالإنجليزية: Glenn Sorensen)‏ هو فنان أسترالي، ولد في 1968 في سيدني في أستراليا.